# Angela Baciu-Moise
Angela Baciu (n. 14 martie 1970, Brăila) este o poetă, prozatoare, publicistă, trainer, jurnalist din România. Începând din 2002 este membră a Uniunii Scriitorilor din România, filiala Iași. Din anul 2017 este membru PEN CLUB Romania.

## Biografie
Născută la 14 martie 1970, în Brăila, este fiica lui George Baciu și a Lizetei Damian. A absolvit Liceul Pedagogic „C. Negri” din Galați  și, ulterior, cursurile Facultății de Drept din cadrul Universității București, cu diplomă de licență. În perioada 1997-2001 a fost pe rând: director artistic la Trustul de Presă „Prima pagină” și ziarul Opinia (1997-1999), apoi redactor-șef al revistei Antares (1999-2001) și în 2001 redactor la revista Porto-Franco din Galați. Debutul său literar a avut loc în anul 1987 în Revista “Amfiteatru” din București, iar cel editorial la Editura “Porto Franco” din Galați în 1994 cu volumul de versuri „Fragmente dintr-o cavatină”.
În prezent, este membru în Uniunea Scriitorilor din România si membru in PEN CLUB Romania. 
Are o intensă activitate în mass media culturală românească, fiind redactor și colaborator la diverse reviste, ziare (în format fizic și în mediul on line): Hyperion, Convorbiri Literare, Poezia, Poesis, Porto Franco, Dunărea de Jos, Catchy, Agentia de Carte, ș.a.

### Studii
- Universitatea « Danubius », Galați, Specializare : Facultatea de Drept și Administrație Publică Europeană, învățământ postuniversitar, cursuri de master în drept european.
- Universitatea « Danubius », Galați, Specializarea : Facultatea de Științe ale Comunicării.
- Universitatea « Dimitrie Cantemir », București, Specializare : Facultatea de Științe Juridice și Administrative.

## Activitate literară
Angela Baciu este poet, prozator, publicist, ziarist, promotor cultural,P.R.; a lucrat și ca jurist.
- 2025 - 2009 = Consilier cultural /PR Casa de Cultura a Sindicatelor, Galati
- 2010 - 2009 = Realizator emisiunea "Dialogurile poetei Angela Baciu", Tv Express, Galati
- 2011 - 2008 = Redactor colaborator: Nou Horizont, Valencia - Spania
- 2011 - 2011 = Colaborator: Reteaua literara,Feminis.ro,121.ro,Meddiadict.ro,Femeia stie,Agentia de carte.ro,s.a.
- 2020 – 1994 = Redactor colaborator Revista « Porto Franco », Galati
- 2020 – 2004 = Redactor colaborator Revista “Dunărea de Jos” și Centrul Cultural « Dunărea de Jos », Galați
- 2011 – 2007 = Colaborator Revista « Agero » Germania
- 2010 - 2009 = Colaborator "Romanian Vip", Dallas
- 2009 - 2008 = Colaborator "Sfera online"
- 2009 – 2007 = Colaborator A.R.P.-Intermundus Media
- 2005 – 2004 = Redactor colaborator la ziarul « Punctul pe i », Galați
- 1999 – 1998 = Director Artistic Trustul de Presă Prima Pagină S.A. și ziarul « Opinia », Galați
- 1998 – 1997 = Redactor colaborator revista « Antares », Galați
- 2019 - 1987 = publică în diferite reviste literare românești: Convorbiri literare, Poezia, Poesis, Luceafarul romanesc, Oglinda literara, s.a.

### Debut literar
Revista « AMFITEATRU », București, 1987

### Debut editorial
Editura « PORTO FRANCO », Galați, 1994 

### Cărți publicate
- "Fragmente dintr-o cavatina" , versuri, Ed.Porto Franco, Galați, 1994, (prezentare Ion CHIRIC).
- "Ce departe e iubirea aceea" , versuri, Ed.Porto Franco, Galați, 1995
- "Maci in noiembrie" , versuri, Ed.Dacia, Cluj-Napoca,1997
- "Sentimente captive" , versuri,Ed.Porto Franco,Galați,1997
- "Marturii la sfarsit de veac", publicistică ,vol.I, Ed.Arionda,Galați,2000
- "Trei zile din acel septembrie", versuri, Ed.Limes,Cluj-Napoca, 2003 (postfața de Laurențiu ULICI)
- "Dragostea ca o mangaiere de fiara", placheta versuri, Ed.Sinteze, Galați,2003 (prez.de Ion ROTARU și Constantin TRANDAFIR).
- "Tinerete cu o singura iesire", versuri,Ed.Dacia, Cluj-Napoca,2004, Colecția « Poeții Galațiului », trad.engleză-franceză
- "35", placheta versuri, Tipografia « Don Star », Galați, 2005
- "Frati tarcati", singura carte de poezii pentru copii, Ed.Pax Aura Mundi”, Galati, 2006
- "De maine pana mai ieri, alaltaieri", versuri, Ed.Limes, Cluj-Napoca, 2007 (prez.Mircea PETEAN).
- "Marturii dintre milenii", publicistica, Ed.Limes, Cluj Napoca, 2007
- "Poezii / versek", versuri,editie bilingva Ed.Limes/AB-ART, 2009 [3]
- "Marturii dintre milenii", ed.II-a, revazuta, publicistica, Ed.Limes, Cluj Napoca, 2012
- "Despre cum nu am ratat o literatura grozava", publicistica, Ed.Junimea, Iasi, 2015
- "4 zile cu nora", memorialistica, Ed.Charmides, 2015 (prezentare coperta: Norman Manea)
- "mai dragut decit dostoievski" de Nora Iuga si Angela Baciu, poem dramatic, ilustratii de Ion Barbu, Ed.Polirom, 2017
- "Charli. Rue Sainte-Catherine 34", poezii, romano-engleza,  traducere: Lidia Vianu, Ed.Integral, 2017
- "Hotel Camberi", poezie, Ed.Tracus Arte, 2017 (prezentare coperta: Simona Popescu si Radu Vancu)
- "Mic dejun la Frida", poezie, Ed.Tracus Arte, 2020 (prezentare coperta: Radu Vancu)
- "Spiegel scrie peste tot", poezie, Ed.Charmides, 2021 (prezentare coperta: Norman Manea)
- „Paltonul lui Nino – in memoriam George Almosnino”, antologie, Ed.Charmides, 2024
- „Dimineața vecinelor” de Nora Iuga și Angela Baciu, poem dramatic, ilustrații de Ion Barbu, Ed.Charmides, 2024 (prezentare copertă Radu Vancu)

### Cărți colective și antologii
- - « DEPARTE / APROAPE » de Mircea ZACIU, Ed.Didactică și Pedagogică, București, 1998
- - « OM FĂRĂ TIMP / ION CHIRIC », Ed.Eminescu, București,2000
- - « BANCA DE METAFORE » de Victor STEROM, Ed.Sinteze Literare, Ploiești, 2002
- - « PREZENȚE BRĂILENE ÎN SPIRITUALITATEA ROMÂNEASCĂ » de Toader BUCULEI, Dicționar Enciclopedic, Ed.Ex libris, 2004
- - « STREIFLICHT », Eine Auswahl zeitgenössischer rumänischer Lyrik, ins Deutsche übertragen von Christian W. Schenk, Dionysos Verlag, Kastellaun, 1994.
- - « DIN VADURILE CHIRALINEI », antologie de literatură contemporană brăileana, Ed.Ex libris, 2005
- - « OPT ÎNCERCĂRI DE A TE NAȘTE SINGUR » cu C.D., versuri, trad.engleză-franceză, Ed.Centrului Cultural « Dunărea de Jos », Galați, 2005
- - « MOZAIC SPIRITUAL » de Ion BARSAN, Ed.Grai și suflet – Cultura Națională, 2006
- - « DICȚIONARUL BIOGRAFIC AL LITERATURII ROMÂNE » DBLR de Aurel SASU, Ed.Paralela 45, 2006
- - « ALMANAHUL DUNĂREA DE JOS » vol.colectiv, Ed. Centrului Cultural « Dunărea de Jos », Galați, 2007
- - « O ISTORIE A LITERATURII ROMÂNE DE LA ORIGINI PÂNĂ ÎN PREZENT » de Ion ROTARU, 2007
- - Antologiile în limbile maghiară și slovacă și cehă:
- - « KORTARS ROMAN KOLTOK , », Ed.Ab-Art,2007, Ungaria, Slovacia
- - « ANTOLOGIA SUCASNEJ RUMUNSKEJ LYRIKY », Ed.Ab-Art,2007, Ungaria, Slovacia
- - « INTERVIURI » - Mircea ZACIU (ediție îngrijită de Gratian Cormos), Ed.Limes, Cluj Napoca, 2007
- - « INTERVIURI » Contantin CIOPRAGA (ediție îngrijită de I.Rad și Raluca Deac), Ed. Limes, Cluj Napoca, 2007
- - « TAHLE CTVRT JE NASE – SOUCANI RUMUNSTI BASNICI », Ed.Ab-Art, Praha/Bratislava, 2008
- - « ANTOLOGIE DE POEZIE – OGLINDA LITERARĂ , 2000-2007 »,Ed.Domino, 2008
- - « CEZAR IVĂNESCU – în amintirile contemporanilor » - o Antologie de Daniel CORBU, Ed. Princeps, Iași, 2008
- - « IADUL ETIC, IADUL ESTETIC » de Adrian ALUIGHEORGHE, Ed.Timpul, 2008
- - « O ANTOLOGIE A LITERATURII GĂLĂȚENE CONTEMPORANE – POEZIE »,Ed.Centrului Cultural « Dunărea de Jos », Galați, 2009.
- - “SURAD, DECI EXIST...” de Vasile ANDRU, ed.Accent Print, 2009
- - “SZABADULAS A GETTOBOL” de Balazs F.ATTILA, 2009
- - "ANTOLOGIA SCRIITORILOR DE LIMBA ROMANA DIN QUEBEC", ed.ASLRQ, Quebec, Canada, 2009[4]
- „Fotografie de război” – PEN România la Centenar, Ed.Casa de Pariuri Literare, 2022
- „Poemele izolării”, antologie de poezie coordonată de Cătălin-Mihai Ștefan, Editura Muzeelor Literare, 2023
- Antologie de Poezie, USR Filiala Iași, 75 de ani, Ed.Timpul, 2023
- Antologie de Proză, USR Filiala Iași, 75 de ani, Ed.Timpul, 2023
- Antologie de Critică Literară, USR Filiala Iași, 75 de ani, Ed.Timpul, 2023
- „Jocuri și jucării”, volum coordonat de Florentina Samihaian, Ed.Arthur, 2023
- „Rumanische Lyrik Anthologie” de Christian W. Schenk, 2024
- „Rumaensk  Poesi”, antologie daneză, coordonator Flavia Teoc, 2024
- „Crisol de almas: Voces el mundo contra el racismo, la xenofobia y la aporofobia ya está”, 2024

Activitatea publicistica:
A realizat de a lungul timpului numeroase interviuri inedite cu mari personalitati: Laurentiu ULICI, Radu G.TEPOSU, Eugen SIMION, Mircea SANTIMBREANU, Mircea ZACIU, Ion ROTARU, Cornel REGMAN, Mircea Horia SIMIONESCU, Teodor VARGOLICI, Ion ZAMFIRESCU, Radu CARNECI, George ASTALOS, Ana BLANDIANA, Nicolae BREBAN, Barbu CIOCULESCU, Constantin CIOPRAGA, Dan Alexandru CONDEESCU, Mihail DIACONESCU, Alexandru GEORGE, Alexandru Husar, Emil IORDACHE, Cezar IVANESCU, Gabriel LIICEANU, Dumitru MATALA, Emil MANU, Dan MANUCA, Ion MILOS, Nina CASSIAN, Fanus NEAGU, Marius TUPAN, Lucian VASILIU, Gellu DORIAN, George VULTURESCU, Horia ZILIERU, Mircea CARTARESCU, Nora IUGA, Gabriel LIICEANU, Leo BUTNARU, Tiberiu Almosnino, Constantin ABALUTA si multi altii.

## Proiecte culturale
- "Atelierele de creatie ale poetei Angela Baciu" - (2000 - 2020)
- A participat în Turneul « PROMOVAREA LITERATURII ROMÂNE ÎN SPAȚIUL EUROPEAN » în Ungaria, Slovacia, Cehia;
- "Serile de Poezie de pe Strada Balcescu",(2010 - 2011)
- "Joia de Poveste" (2010 - 2018)
- "Poetele orasului Galati", (2008)
- "Ziua cartii pentru copii", (2008)
- "Povestitorii de pe Strada Domneasca",(2008 - 2011)
- "Seara fanilor Paulo Coelho",(2010)
- "Confluenta Artelor.ro",(2009 - 2011)
- "GalART pentru tineri",(2008 - 2011)
- "Expozitia fotografica Don Caesar-in memoriam Cezar Ivanescu",(2010)
- "Maratonul poetic cu Mircea Petean si Attila F.Balazs",(2009)
- "Cenaclul din Ateneu - Ion Chiric" la Casa de Cultura a Sindicatelor Galati - fondator cenaclu(2010 - 2011
- "Expozitia fotografica Marturii de ieri si de azi"- scriitori romani(2010)
- "Targuri si expozitii de vintage si handmade", s.a.(2009 - 2011)
- " O poveste pentru copilul din tine" (2018) - sub egida USR, Filiala Iasi
- "Dragobetele la scriitori" (2018, 2019, 2021, 2022, 2023) - sub egida USR, Filiala Iasi
- Din anul 2010 se implica in numeroase campanii umanitare si sociale pentru copii, batrani si persoane cu dizabilitati.

## Premii și distincții
- 1989, Premiul I Festivalul Național de Poezie « Baladele Dunării », Ed.XI, Galați
- 1989, Premiul ziarului « Scânteia Tineretului » Festivalul Național de Poezie « Baladele Dunării », Ed.XI, Galați.
- 1994, Premiul pentru Debut vol. « FRAGMENTE DINTR-O CAVATINĂ » Festivalul Național de Poezie de la Sighetu Marmatiei și Serile de Poezie « Nichita STĂNESCU »
- 1995, Premiul Special Festivalul Național de Poezie « Lucian Blaga », Sebeș, Alba-Iulia.
- 1995, Premiul ziarului « Gazeta de Transilvania » Festivalul Național de Poezie « Lucian Blaga », Sebeș, Alba-Iulia.
- 1996, Premiul ziarului « Crai Nou » Concursul Național de Poezie « Nicolae Labiș », Ed.XXVIII, Suceava.
- 1997, Diploma de Onoare pentru Publicistică, Sinteze literare Ploiești și Uniunea Scriitorilor din România.
- 2003, Premiul pentru poezie vol.”TREI ZILE DIN ACEL SEPTEMBRIE” Festivalul Național de Poezie “GRIGORE HAGIU”, Galați.
- 2003, Diploma de Onoare pentru « Promovarea imaginii revistei Porto Franco în țara și străinătate », Direcția pentru Cultură și Patrimoniu Cultural Național, Galați.
- 2004, Premiul UNIUNII SCRIITORILOR DIN ROMÂNIA, filiala Bacău, pentru « Cea mai bună carte de poezie a anului 2003 », Festivalul « Avangarda XXII » vol. « TREI ZILE DIN ACEL SEPTEMBRIE », Bacău.
- 2004, Premiul pentru poezie vol. « TREI ZILE DIN ACEL SEPTEMBRIE » Festivalul Național de Poezie de la Sighetu Marmatiei și Serile de Poezie.
- 2006, Premiul I Concursul Național de Poezie « Ion Minulescu », ed.XV « Zilele Poeziei în Olt ».
- 2006, Premiul III vol. « TINEREȚE CU O SINGURĂ IEȘIRE » Festivalul Concurs Național de Poezie « George Coșbuc » Bistrița Năsăud.
- 2006, Premiul « Constant Tonegaru » (și placheta) pentru poezie, Revista Porto Franco, Societatea Scriitorilor « C.Negri » și Biblioteca « V.A.Urechea » - 130 ani de la nașterea Hortensiei Papadat-Bengescu, Galați.
- 2007, Diplomă de excelență pentru publicistică, Consiliul Județului Galați, Centrul Cultural și Revista “Dunărea de Jos”, Galați.
- 2008, Premiul « HYPERION – 2008 » pentru cartea de interviuri « Mărturii dintre milenii » la cea de-a VIII-a ediție a Recitalurilor Revistei « Hyperion-Caiete botoșănene », Porni Luceafărul…
- 2008, Diplomă de Excelenta « 75 de ani de la nașterea poetului Grigore Hagiu », Târgu Bujor/Galați, Festivalul Național de Poezie « Grigore Hagiu »
- 2008, Diplomă - Colegiul Național « M.Kogălniceanu » - 130 de la întemeierea școlii – pentru promovarea culturii (poeziei) în rândul tinerilor, Galați.
- 2008, Diplomă de Excelență – « Zilele Bibliotecii V.A.Urechia » în cadrul manifestării « Poetele orașului Galați »
- 2009, Personalitatea culturală a anului 2008 – Ziarul “REALITATEA”
- 2008, Premiul Uniunii Scriitorilor din Romania, Filiala Iasi, pentru Eseu și Publicistică vol. »Mărturii dintre milenii"
- 2009, Diploma de Excelenta “Festivalul poetilor din Balcani” Braila.
- 2010, Premiul Special Revista "Hyperion" pentru teatru - Concurs Național de Creație a Piesei de Teatru într-un Act "Mihail Sorbul", Botoșani.
- 2011, Premiu si Trofeu de onoare oferit de Revista "Nou Horizont" Spania pentru intreaga activitate si parteneriat cultural.
- 2011, Premiul de Onoare - „For complete works” in cadrul festivalului "NAJI NAAMAN" Liban.
- 2012, "Femeia Anului 2011" - distinctie primita la "Gala Revistei Avantaje", Bucuresti.
- 2015, Premiu pentru publicistica la Concursul de creatie literara "Vasile Voiculescu", Buzau.
- 2016, Marele Premiu la Festivalul International de literatura "Lucian Blaga", Sebes, Lancram.
- 2016, septembrie, Premiul BALCANICA pentru poezie romaneasca la "Festivalul Poetilor din Balcani", ed.a X-a (Romania/Turcia).
- 2017, martie, Premiul de Excelenta "Maria Grapini" - Femeia si cariera, Bruxelles
- 2017, Premiul I la Concursul National de Poezie "Lidia Vianu Translates" - in urma caruia a fost publicat volumul de poezie "Charli. Rue Sainte-Catherine 34", editie romano-engleza.
- 2018, "Premiul pentru calitatea operei si activitatea scriitoriceasca" din partea Uniunii Scriitorilor din Romania, Filiala Iasi.
- 2019, Premiul de Excelenta - in cadrul Galei Culturii Galatene, Ed.VII-a
- 2019, 18 mai - Titlul de „Poet al Capitalei Istorice a României” oferit de Primăria Iași
- 2021, Premiu pentru volumul Mic dejun la Frida la Festivalul Național de Poezie „George Coșbuc”, Bistrița;
- 2021, Premiul Uniunii Scriitorilor din România, Filiala Iași „Cezar Ivănescu” pentru volumul Mic dejun la Frida;
- 2022, Premiul de Excelență la Târgul de Carte Românească, Ed.I, Madrid, Spania;
- 2022, Premiu pentru volumul Spiegel scrie peste tot la Festivalul Internațional de Poezie de la Sighetul Marmației;
- 2022, Premiu pentru volumul Spiegel scrie peste tot la Festivalul Național de Poezie „George Coșbuc”, Bistrița;
- 2022, Premiu pentru volumul Spiegel scrie peste tot din partea Reprezentanței Galati a Filialei Iași, USR;
- 2023, Premiu categoria „volum de autor” „Spiegel scrie peste tot” la Festivalul-Târg de Carte Românească, Ed.II, Madrid, Spania;
- 2024, Titlul de Poet al Iașului;
- 2024, Diplomă Centrul Cultural „Carmen Sylva” & USR Filiala Poezie București „Regal Poetic”, Sinaia;
- 2024, Premiul Revistei FICTIUNEA pentru Proză scurtă;

Spectacole:
- mai drăguț decît dostoievski de Nora Iuga și Angela Baciu, (regia Chris Simion-Mercurian), Festivalul Internațional de teatru “Undercloud”, edițiile 2018 și 2020, București;
- ce-i aia apă verde pe cerul gurii - de Nora Iuga și Angela Baciu scris pentru „Grivița 53”; (regia Chris Simion-Mercurian), Festivalul Internațional de teatru “Undercloud”, edițiile 2021 și 2023, București.

Poezia sa a fost tradusă în limbile: franceză, engleză, maghiară, slovacă, cehă,spaniola,s.a.
A fost casatorita cu ing.Dan Moise (n.17 sept.1964 - dec.1 febr.2007)